# Giava Occidentale
Giava Occidentale (in indonesiano Jawa Barat; in sondanese Jawa Kulon) è una provincia indonesiana situata nell'isola di Giava. Il capoluogo provinciale è Bandung.

## Geografia fisica

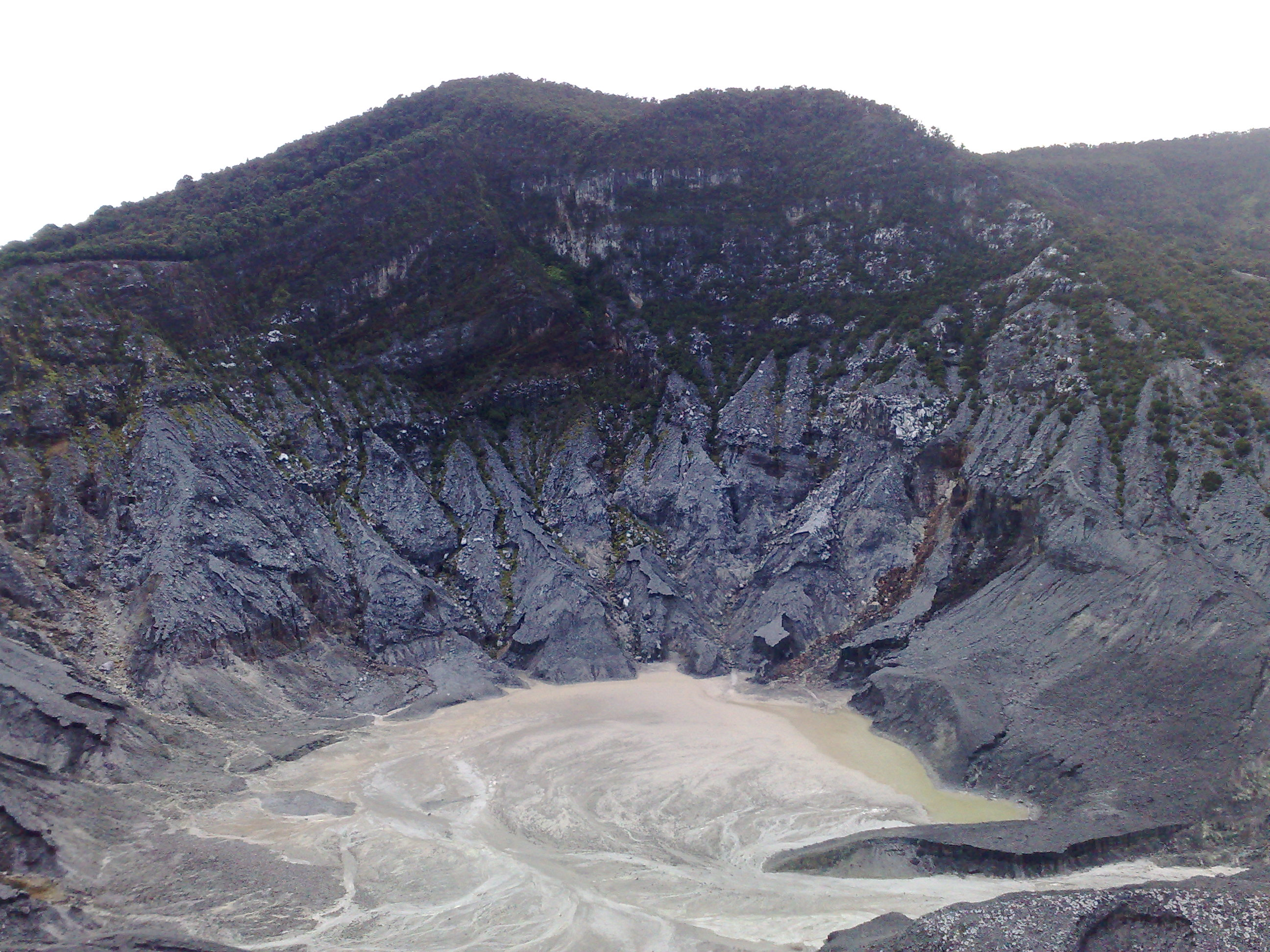
Cratere del Tangkuban Parahu, Bandung.

### Morfologia e confini
La provincia di Giava Occidentale è situata nell'isola di Giava, la più meridionale tra le principali isole dell'arcipelago indonesiano. Giava Occidentale confina con altre tre province: a Oriente con la provincia di Giava Centrale e a Occidente con la provincia di Banten e la città-provincia (nonché capitale indonesiana) Giacarta. La Provincia si affaccia a Sud con l'Oceano Indiano orientale a Nord con il Mar di Giava nell'Oceano Pacifico. Grande parte della provincia è occupata da montagne (spesso vulcani) di altezza di circa dai 750 ai 1500 metri.

### Clima
Il clima principale di Giava Occidentale è di tipo tropicale con frequenti precipitazioni e l'abbondanza di Foreste tropicali; all'estremo nord della provincia, però, sono presenti piccole Foreste pluviali e le precipitazioni raggiungono i 15000 mm annui.

### Evoluzione demografica

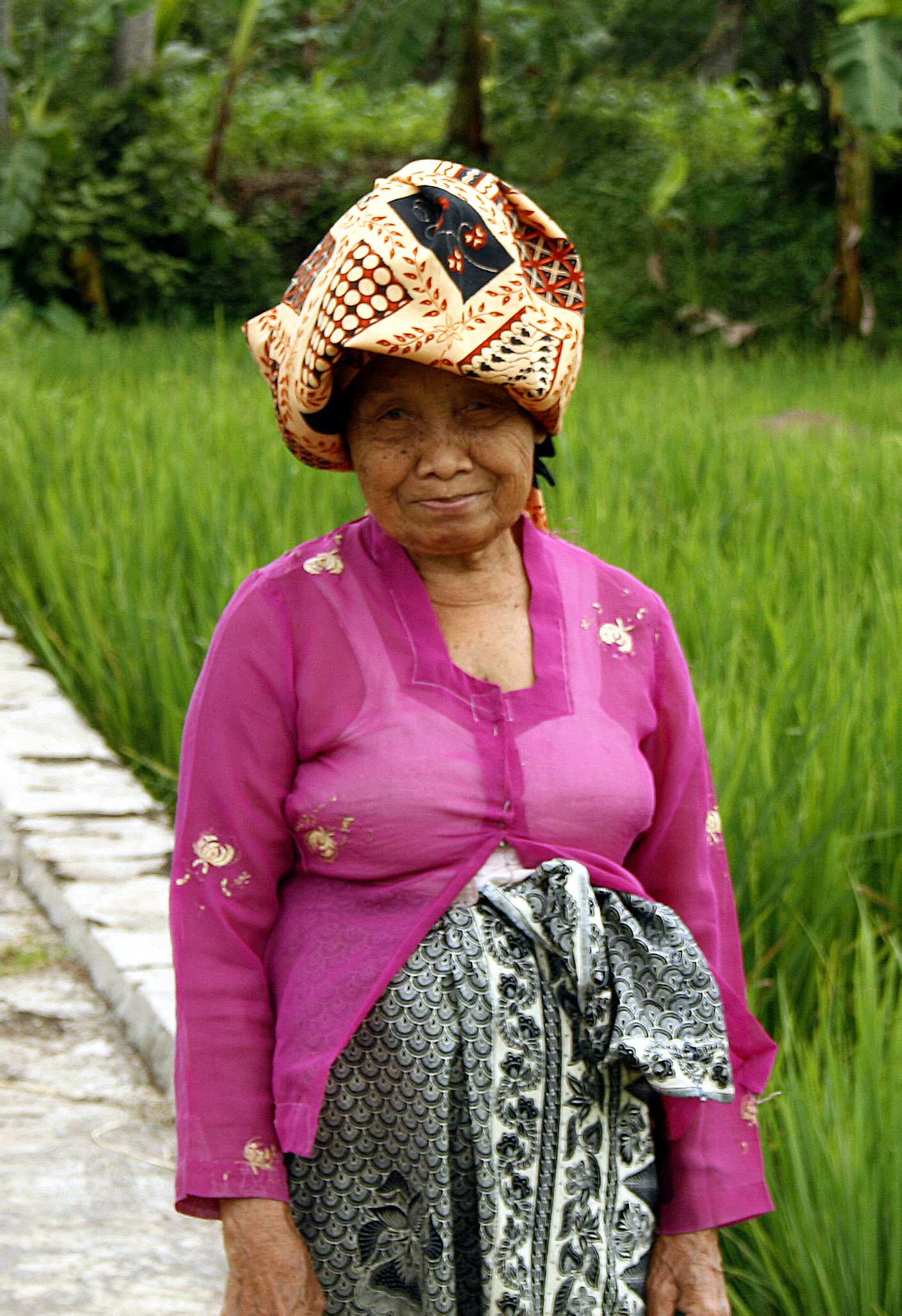
Donna di etnia sondanese.

## Storia
Sultanato di Banten

## Società

### Lingue e dialetti
La lingua ufficiale e quella più parlata è l'indonesiana ma nella regione è presente un'altra lingua spesso parlata: il sundanese

### Religione
La religione più praticata in questa parte di isola di Giava è senza dubbio l'Islam (96,6%). Altre religioni minori sono: Protestantesimo (1.2%), Cattolicesimo (0.7%), Buddhismo (0.2%) e l'Induismo (0,1%).

### Etnie e minoranze straniere
Molte sono l'etnie presenti nella Giava occidentale, sia di origini Asiatiche sia di origini Austronesiane. L'etnia più diffuse è quella sondanese (74%), poi segue l'etnia giavanese (11%), Batawi (5%) e l'etnia cirebonese (5%).

## Geografia antropica

### Suddivisioni amministrative
La provincia di Giava Occidentale è suddivisa in 17 reggenze (kabupaten) e 9 municipalità (kota):